# Jamides lamax
Jamides lamax är en fjärilsart som beskrevs av Riley 1945. Jamides lamax ingår i släktet Jamides och familjen juvelvingar. Inga underarter finns listade i Catalogue of Life.